# Geboortegewicht
Het geboortegewicht is het gewicht dat een individu (mens of dier) heeft, op het moment van geboorte.
Het geboortegewicht wordt bepaald door de volgende factoren
- Duur van de zwangerschap
- Gezondheid en gewoontes van de moeder
- Genetische factoren
- Milieufactoren.

Een normaal gewicht voor een na een normale zwangerschapsduur geboren baby is tussen de 2500 en de 4500 gram. Een gemiddelde Nederlandse baby weegt ongeveer 3500 gram.
Indien het geboortegewicht te laag is voor de zwangerschapsduur spreek men van dysmaturiteit. Bij een te hoog gewicht spreekt men van macrosomie.